# Officine Electromeccaniche Vincenzo Leone
Officine Electromeccaniche Vincenzo Leone war ein italienischer Hersteller von Automobilen.

## Unternehmensgeschichte
Das Unternehmen aus Turin begann 1949 unter Leitung von Vincenzo Leone mit der Produktion von Automobilen. Der Markenname lautete Leone. 1950 endete die Produktion.

## Fahrzeuge
Das Unternehmen stellte Sportwagen her. Die Fahrzeuge verfügten über einen Rohrrahmen und Einzelradaufhängung. Für den Antrieb sorgten getunte Vierzylindermotoren von Fiat mit 1100 cm³ und 1200 cm³ Hubraum.